# Adenandra
Adenandra é um género botânico pertencente à família Rutaceae.

## Espécies
- Adenandra acuminata
- Adenandra acuta
- Adenandra alba
- Adenandra alternifolia
- Adenandra amoena
- Adenandra bartlingiana
- Adenandra biseriata
- Lista completa